# Ле Пикар де Фелиппо, Антуан
Луи́ Эдмо́н Антуа́н Ле Пика́р де Фелиппо́ (фр. Louis Edmond Antoine Le Picard de Phélippeaux) — французский офицер, эмигрировавший в годы Великой французской революции и сражавшийся на стороне войск антифранцузских коалиций и роялистов. Одноклассник Наполеона Бонапарта; известен непримиримым противостоянием с последним.

## Биография
Родился в богатой дворянской семье, принадлежащей к старинному и знатному роду. Окончил Парижскую военную школу (фр. École militaire), где в 1784—1785 годах был одноклассником Наполеона Бонапарта (класс профессора Монжа). Биографы Наполеона пишут о непримиримой вражде, разделявшей его и Фелиппо. Сидевший между ними Пико де Пикадю сбежал со своего места, так как его ноги почернели от яростных ударов, которыми противники обменивались под столом. Согласно мемуарам Наполеона, они оба в один и тот же день держали экзамен у Лапласа; в 1785 году оба были зачислены в чине младшего лейтенанта в артиллерию. Фелиппо был распределён в полк в Безансоне, где к 1789 году дослужился до капитана.
С началом революционных событий, в 1791 году Фелиппо (как и многие одноклассники Наполеона) эмигрировал и вступил в роялистское военное формирование, так называемую «Армию Конде». Предположительно принимал участие в битвах при Вальми и Жемаппе на стороне антифранцузской коалиции. В 1795 году тайно вернулся во Францию для организации роялистского восстания в Берри, известного как «Сансеррская маленькая Вандея» (фр. La petite Vendée Sancerrois). 2 апреля 1796 года отряд под его командованием овладел Сансерром. Однако в течение непродолжительного времени восстание было подавлено республиканскими войсками под командованием генерала Канюэля, а сам Фелиппо схвачен и отправлен в тюрьму Буржа. Ему удалось бежать, пересечь границу и вновь присоединиться к «Армии Конде». Но когда в октябре 1797 года «Армия Конде» двинулась в Россию в связи с окончанием войны и прекращением финансирования англичанами, Фелиппо не пожелал следовать за ней и снова тайно вернулся во Францию, на этот раз в Париж.

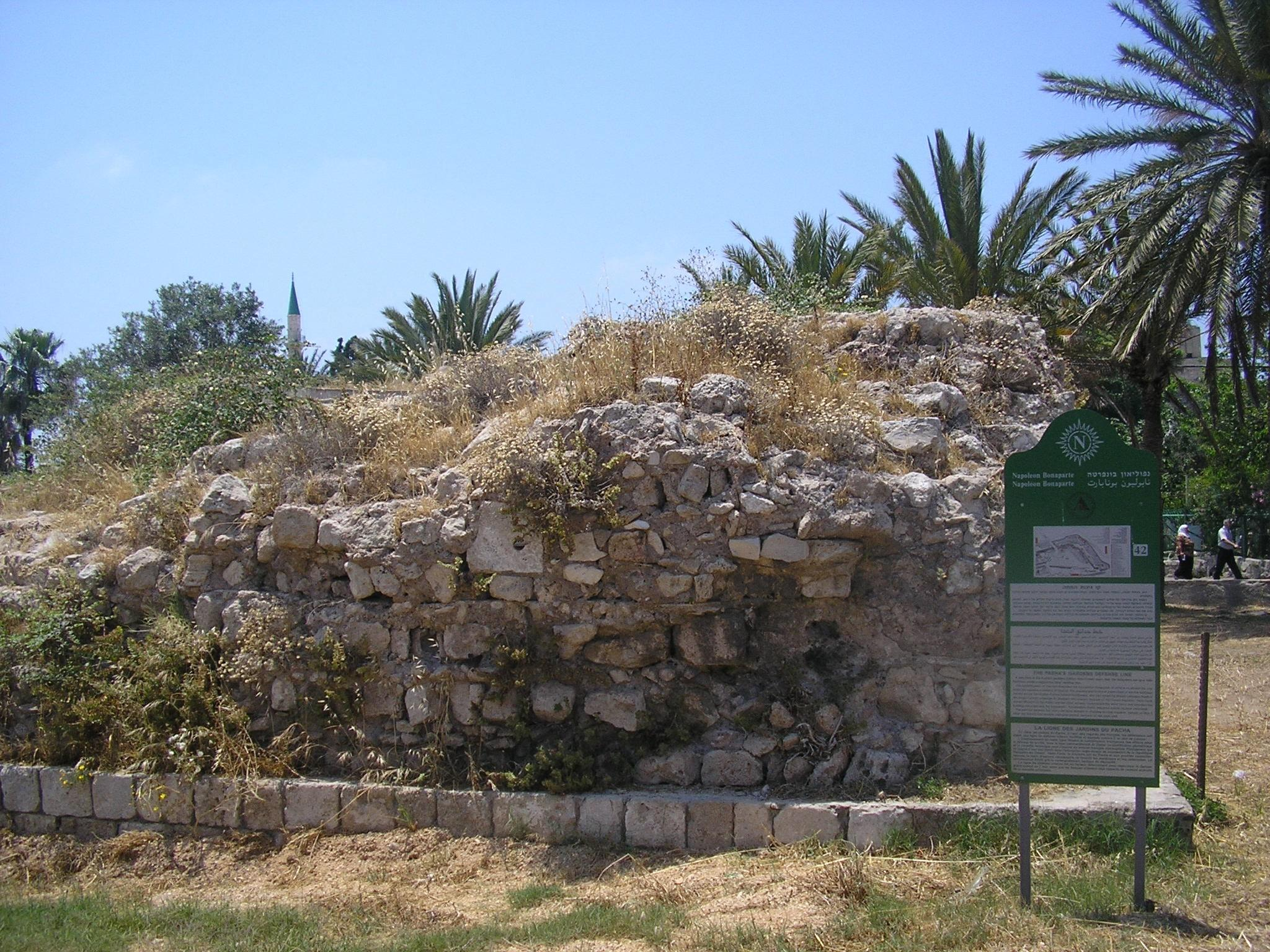
Фрагмент внутренней оборонительной линии Акры, возведённой под руководством Фелиппо

Фелиппо прославился дерзким похищением из парижской тюрьмы Тампль английского коммодора Уильяма Сиднея Смита, который был взят в плен в 1796 году во время разведывательной миссии в районе Гавра и ожидал суда за уничтожение захваченных в Тулоне французских военных кораблей. 21 апреля 1798 года Фелиппо и несколько его сообщников, одетые в форму жандармов, явились к начальнику тюрьмы и предъявили поддельный приказ Директории с предписанием передать им заключённого. Обман вскрылся лишь после отъезда Сиднея Смита и его спасителей. С помощью фальшивых паспортов они бежали в Англию. Феллипо вступил в британскую армию с чином полковника.
Когда Сидней Смит был назначен капитаном линейного корабля «Тигр» и получил приказ направиться в Турцию, он попросил пятерых офицеров-роялистов, в том числе Фелиппо, присоединиться к нему. В ходе осады Акры Фелиппо фактически руководил артиллерией и фортификационными работами в городе. По его приказу была возведена внутренняя линия обороны, задержавшая французов в ходе наиболее удачного для них штурма 7 мая. По признанию Наполеона, усилия Фелиппо позволили осаждённым выиграть время и дождаться подкреплений с Родоса. Именно Фелиппо «в ходе переговоров, которые часто происходили у траншеи» проинформировал Наполеона об образовании Второй коалиции. Фелиппо умер до окончания осады от солнечного удара (по другой версии, от чумы).

## Наполеон о Фелиппо
Это был человек ростом в 4 фута 10 дюймов, но крепкого сложения. Он оказал важные услуги, однако на сердце у него было неспокойно; в последние минуты жизни он испытывал сильнейшие угрызения совести; он имел случай раскрыть свою душу французским пленным. Он негодовал на самого себя за то, что руководил обороной варваров против своих; родина никогда не теряет полностью своих прав!.